# North Greenwich (Metropolitano de Londres)
North Greenwich é uma estação do Metrô de Londres. Apesar do nome, ela não fica em North Greenwich, mas ela fica no Royal borough of Greenwich.

## História
Uma estação de metrô foi proposta pela primeira vez para a Península de Greenwich em um relatório do governo sobre o redesenvolvimento das Docklands de Londres publicado em 1973. A proposta, parte da ainda não construída Fleet line, propunha uma linha que ia de Charing Cross via Fenchurch Street até Beckton, com estações de cada lado em Millwall e Custom House. A proposta foi desenvolvida durante a década de 1970, quando a linha Fleet se desenvolveu na linha Jubilee. A rota foi aprovada em 1980, mas as restrições financeiras fizeram com que a rota não fosse prosseguida.
A estação foi inaugurada em 14 Maio de 1999, pelo vice-primeiro-ministro John Prescott. Durante 2000, milhares de visitantes usaram a estação para visitar o Millennium Experience no Domo do Milênio. Em maio de 2001, o estacionamento da estação foi inaugurado.

## Serviços e conexões
Rotas dos ônibus de Londres atendem a estação.